# Ислямска републиканска партия
Ислямската републиканска партия (ИРП) (на персийски: حزب جمهوری اسلامی) е иранска политическа партия, основана през 1979 г. за да подпомогне Иранската революция и установяването на теокрация в страната. Закрита е през 1987 г. поради вътрешни конфликти.

## Основатели и политика
Партията е създадена само за две седмици след революцията по искане на аятолах Хомейни. Петима от съоснователите на партията са Мохамед Джавад Бахонар, Мохамед Бехещи, Али Акбар Хашеми Рафсанджани, Али Хаменеи и Абдул-Карим Мусави Ардебили.
На партията е наредено да се разграничи от „силният си чиновнически компонент, лоялността към Хомейни, силния си неприязън към либералните политически движения, и склонността да се подкрепят революционните организации“, като Комитех. Политиката ѝ е да подкрепи държавния преврат, създаването на ислямска културна и университетска система, както и програми за подпомагане на бедните.
Тези революционни аятоласи първоначално използват партията да наложат монопол върху пост-революционната теократична иранска държава. В своята борба с цивилните опоненти, партията използва връзките си с гвардейците на ислямската революция и Хизбула.

## Причини за закриване
В края на 1980-те г., разцеплението в ИРП е интензивно, като основните проблеми са войната между Иран и Ирак, дали страната да се отвори за чужди страни или да остане изолирана, и икономическите политики. Всички опозиционни партии са забранени, а партията „не прави нищо и няма намерение за това“.
Според Ахмад Мнейси,
| “ | „Докато единодушно се приема идеята за теократична държава и обединени под шапката на една партия, Ислямската републиканска партия, [религиозното право] се различава по редица въпроси, като например степента, в която религията да се меси в политическия живот.“ | ” |

Даниъл Брумбърг твърди, че това е в отговор на спора между президента Али Хаменеи и премиерът Мир Хосеин Мусави, че ИРП е закрита. Ислямската републиканска партия служи „като крепост на радикален активизъм“ в подкрепа на Мусави. Въпреки това, в друг доклад се посочва, че тя се разпада през май 1987 г. поради вътрешни конфликти. Партията е разформирована по съвместно предложение на Рафсанджани и на тогавашния лидер на партията Хомейни.